# Армія «Карпати»

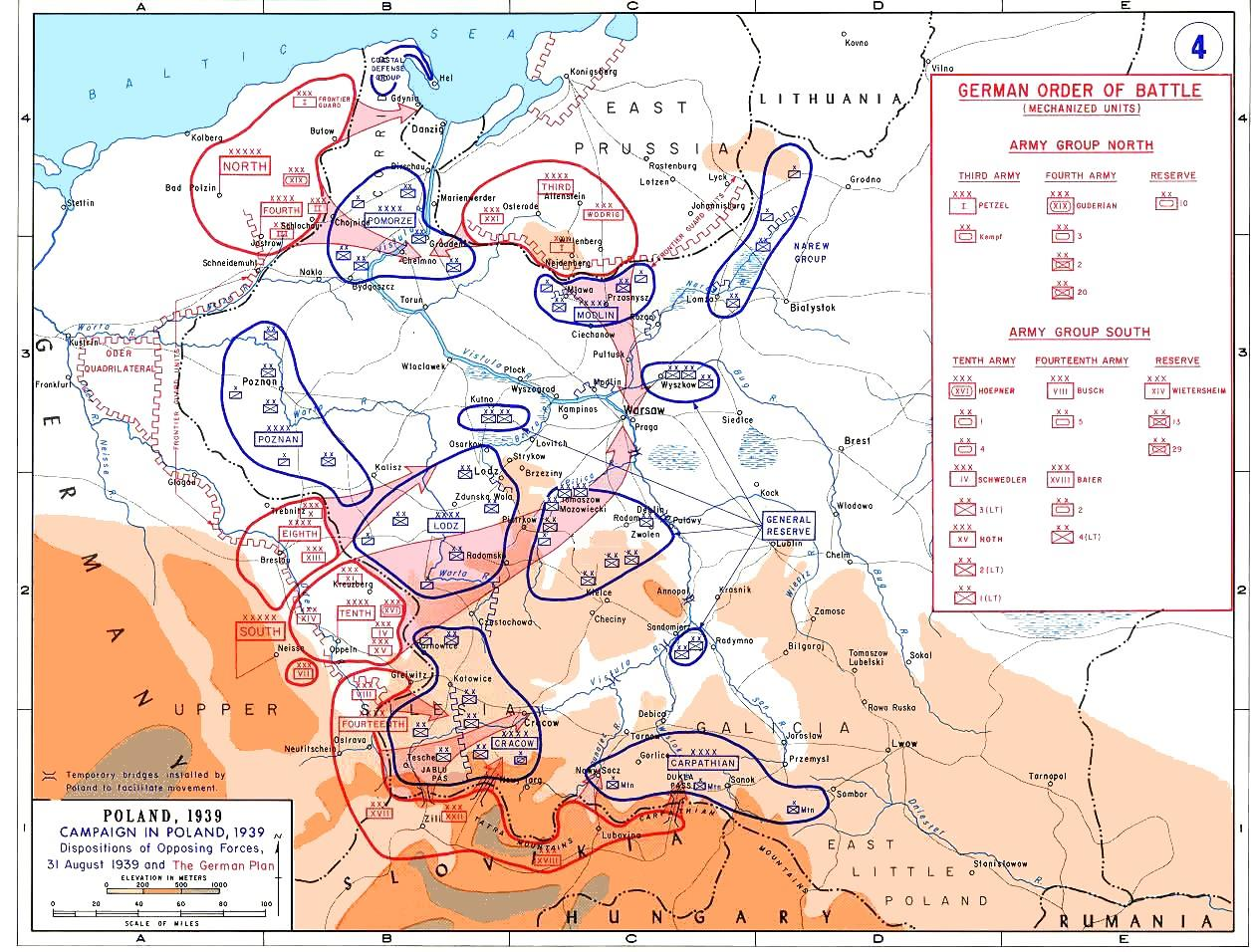
Розстановка польських та німецьких сил на момент початку Другої світової війни

Армія «Карпати» (пол. Armia "Karpaty") — армія Польської республіки, яка воювала проти німецьких військ під час Польської кампанії вермахту в 1939 році.
Створена 11 липня 1939 в ході прихованого мобілізаційного розгортання польських військ на основі мобілізаційного плану «W» від квітня 1938. Перший командувач: дивізійний генерал Казімеж Фабрицій.
Армія «Карпати», разом з армією «Краків», згідно оборонної стратегічної концепції, мала стати лінією опору для всіх сил, які воюють на північному і західному напрямку, в південно-східному секторі. Південний фронт, всю протяжність якого повинна була прикрити лінія Карпат, був атакований німцями і словаками вже в перший день війни, нарівні з усіма іншими фронтами.
Лінія відповідальності армії передбачалася 350 км, з них 150 км — кордон зі Словаччиною. Основним завданням була оборона Центрального промислового округу, а також флангів і тилу армії «Краків».